# Vandalize (álbum)
Vandalize es el tercer álbum de la banda A9, lanzado el 14 de enero de 2009. Su edición limitada viene con un DVD.

## Lista de canciones
1. "the beautiful name"
2. "Hyakka Ryōran" (百花繚乱)
3. "Rainbows"
4. "Kiss twice,Kiss me deadly"
5. "CROSS GAME"
6. "Subaru" (昴)
7. "www."
8. "Drella"
9. "MIRROR BALL (VANDALIZE EDITION)"
10. "Innocence" (イノセンス)
11. "Waterfall"

Disco 2 (DVD, sólo edición limitada)
1. "the beautiful name" video promocional.
2. Making de "the beautiful name"
3. Grabación de la canción TSUBASA. Live at NAKANO SUNPLAZA HALL (no incluida en su DVD anterior Discotheque play like "A" Rainbows -enter&exit-)